# Summerville (Newfoundland en Labrador)
Summerville is een plaats in de Canadese provincie Newfoundland en Labrador. De plaats ligt op het eiland Newfoundland en maakt deel uit van het local service district Summerville-Princeton-Southern Bay.

## Geografie
Summerville bevindt zich aan de oostkust van Newfoundland, meer bepaald op het noordwestelijke gedeelte van het grote schiereiland Bonavista. Het dorp strekt zich uit over de volledige westelijke oever van de Indian Arm. Dat is een zijarm van de Southern Bay, die op haar beurt een zijarm van de grote Bonavista Bay is.
De hoofdbaan van de plaats is de Summerville Road, die aan de zuidrand van het dorp aansluit op provinciale route 235. Het dorp ligt zo'n 3 km ten noordoosten van Princeton en zo'n 6 km ten zuidwesten van Plate Cove West.

## Geschiedenis
De plaats ontstond in het midden van de 19e eeuw. Het waren vooral mensen afkomstig uit de nabijgelegen en stilaan volgebouwde plaatsen Keels en Tickle Cove die zich er vestigden. De locatie was interessant vanwege de bebossing (voor hout) en vanwege het landbouwpotentieel. In 1874 vond er een grote brand plaats die de meeste huizen in de as legde.
Het dorp stond oorspronkelijk bekend als Indian Arm, maar werd in de vroege 20e eeuw hernoemd tot Summerville.
Summerville had zeker vanaf 1920 een treinstation aan de spoorlijn Shoal Harbour–Bonavista van de Newfoundland Railway. Het station was functioneel tot in de jaren 50.
De inwoners van de gemeentevrije plaats kregen in 1986 voor het eerst een beperkte vorm van lokaal bestuur door de oprichting van het LSD Summerville-Princeton-Southern Bay.

## Galerij

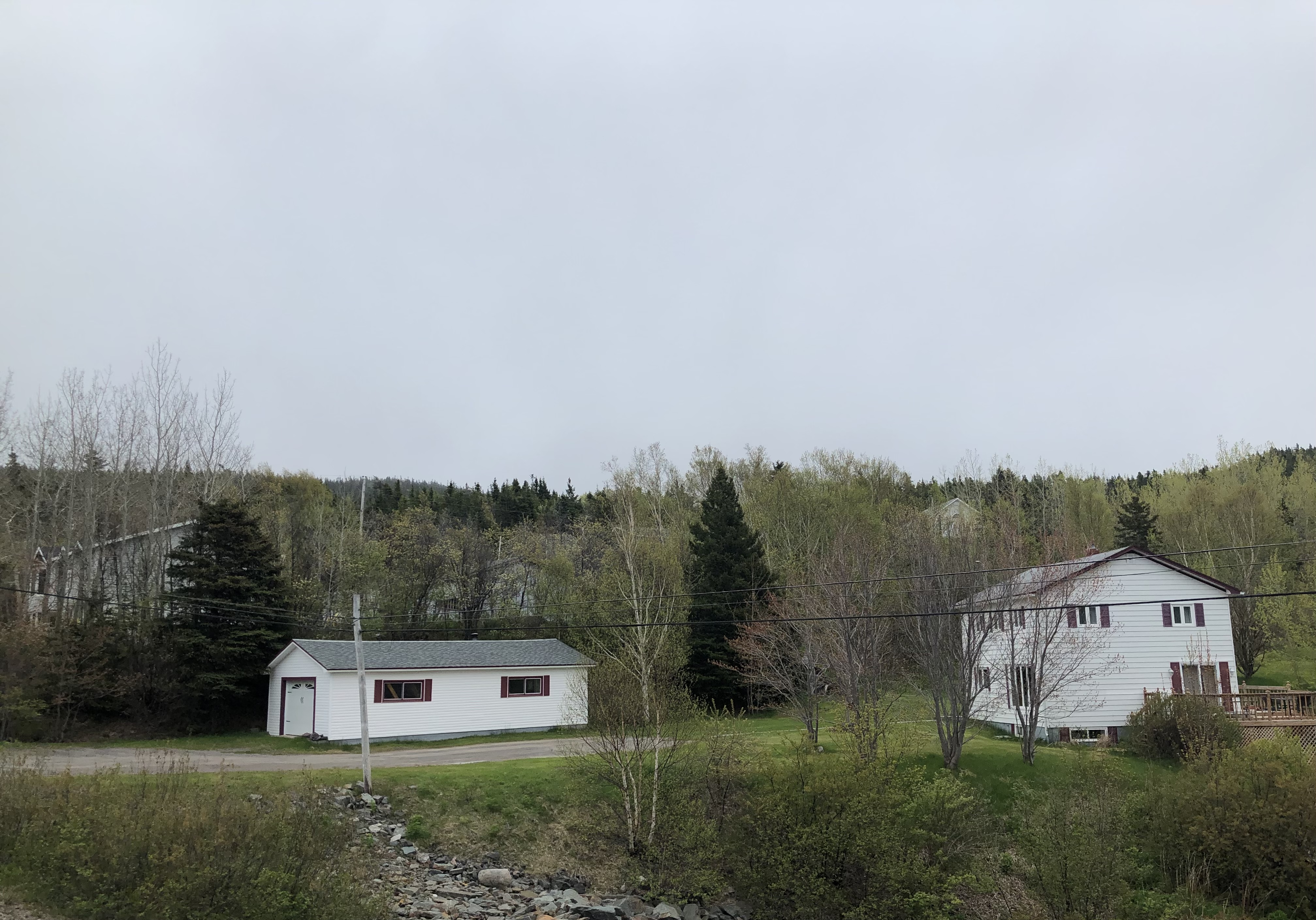
Enkele gebouwen aan de rand van het dorp
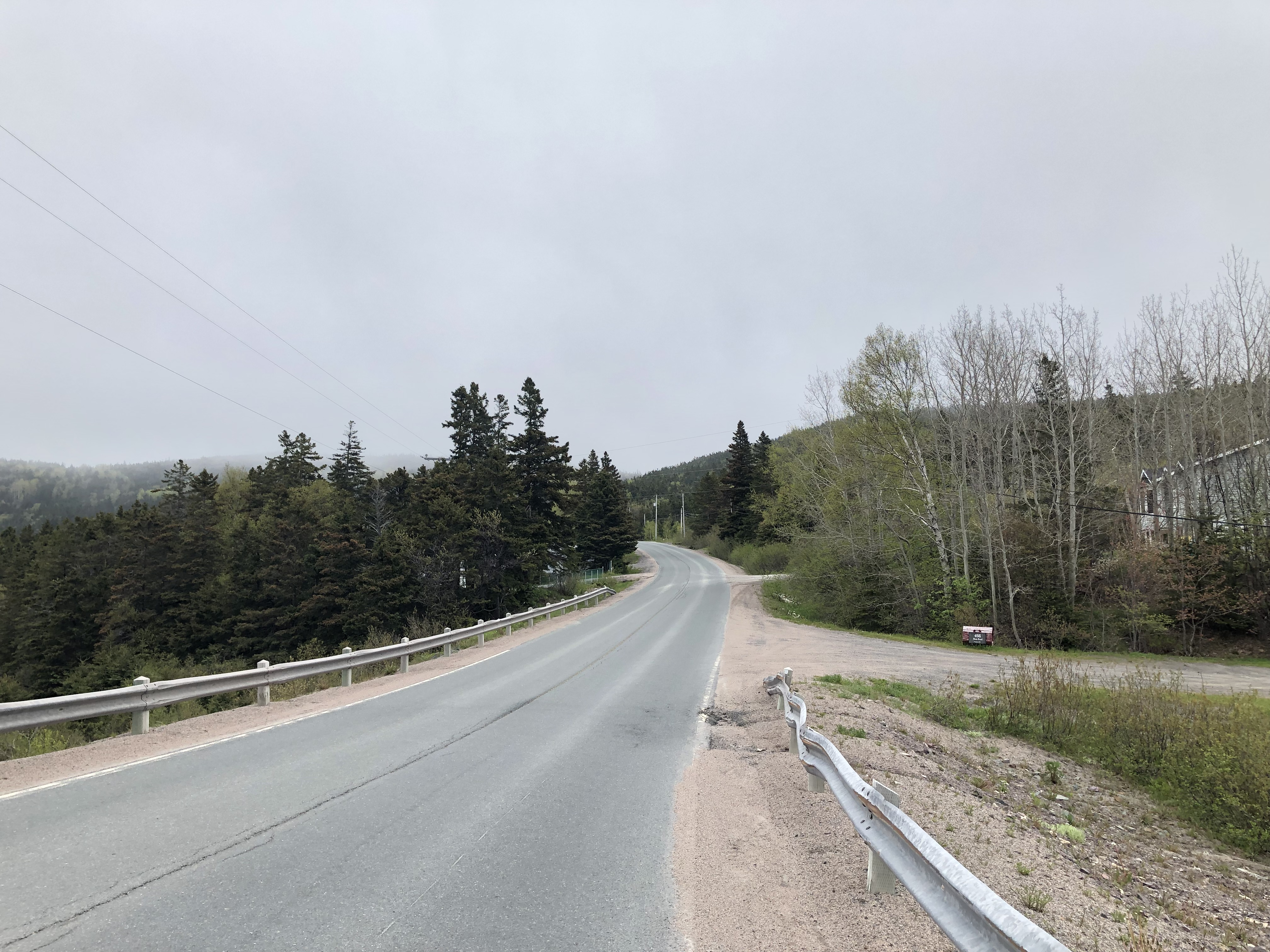
Route 235 in Summerville
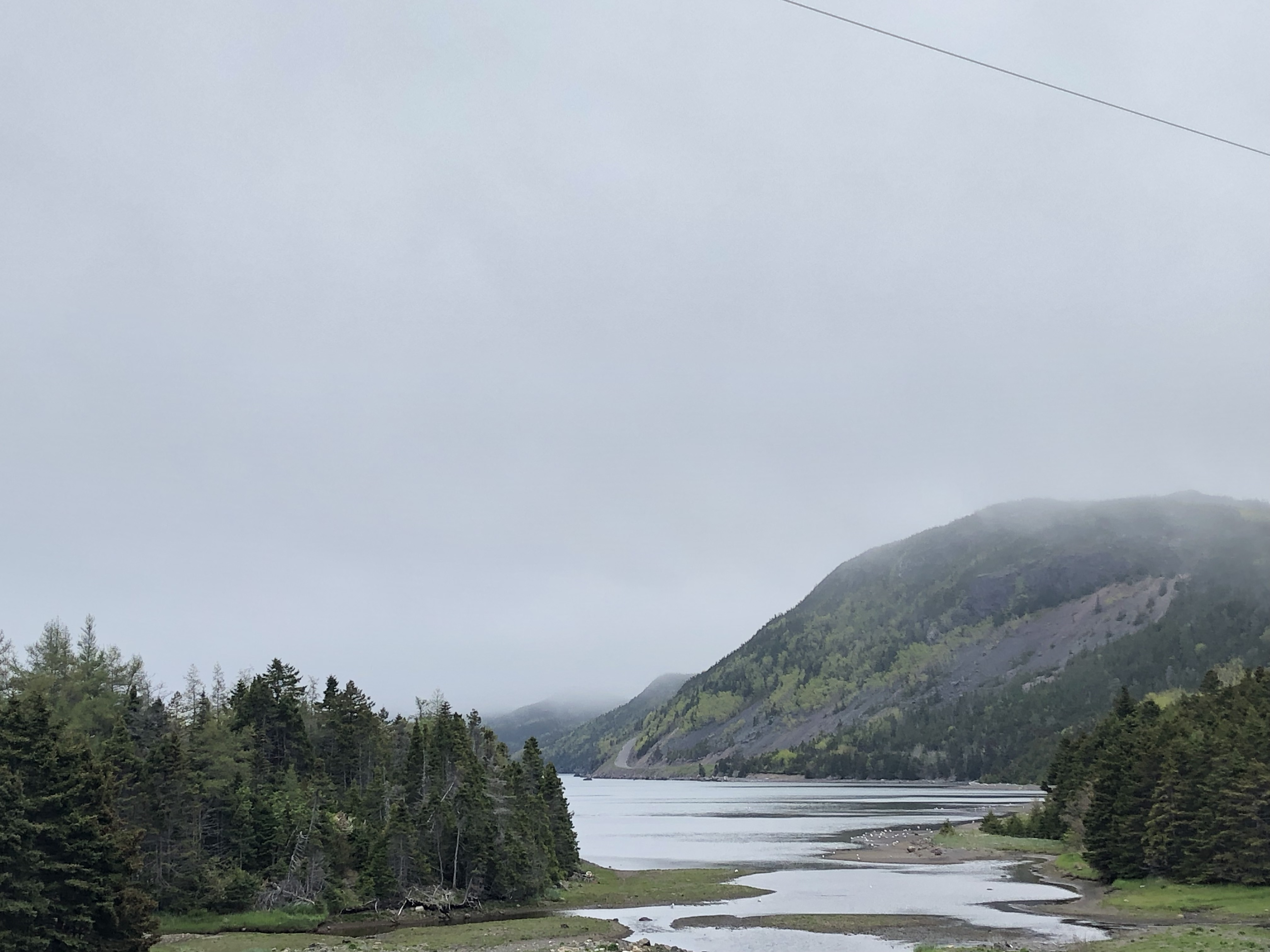
Zicht op de monding van de Wester Pond Brook in het zuiden van de Indian Arm te Summerville